# 지금 편의제공 법인 대 남서부 항공사
'지금 편의제공 법인 대 남서부 항공사'는 2002년 8월 18일의 연방 지방법원의 결정이다.
1990년 미국 장애인법 제3편의 탄생과 그것은 관련되었다.
법원은 다음과 같이 결정했는데 그것은 '남서부 항공' 누리집이 1990년 미국 장애인법 3편에서 정의한 '공공 편의시설 장소'가 아니라는 것이다.
판례는 남서부 항공 누리집이 1990년 미국 장애인법에 대해 위반하지 않는다고 결정했는데 왜냐하면 미국 장애인법(에이디에이)은 실체적 존재와 관련되어서 사이버 공간에 있는 것들을 통제할 수 없기 때문이라고 말이다.
세이츠 판사는 또한 "가상 매표 프로그램" 남서부 항공사 누리집은 가상의 구성체이므로 "공공 편의시설"이 아니고 그렇게 ""가상의" 공간을 포함하도록 에이디에이를 확장하는 것은 제대로 정의된 기준 없이 새로운 권리를 만드는 것이 될 것이라고 설명했다.